# キンマモン
キンマモン（キンマンモンとも）は、琉球神道に伝わる女神。漢字では「君真物」と表記されるが、これは「最高の精霊」という意味である。古くから君手摩と同一視されてきた。海の彼方から来訪し、最高神女である聞得大君に憑依する。
琉球に渡って浄土教を布教した袋中良定は、著作の『琉球神道記』（成書年代17世紀初頭）の中でキンマモンについて言及している:313-314。『琉球神道記』はキンマモンの名前を確認できる最古の文献である。『琉球神道記』によれば、キンマモンには陰陽があり、天より降ってきたのをキライカナイノキンマンモン、海より上がってきたのをオホツカケラクノキンマンモンと呼ぶ。
滝沢馬琴の小説『椿説弓張月』中にも記述がある。キンマモンは人間の守護神であり、海底を宮とし、毎月出現しては託宣するという。
沖縄県で設立された新宗教のいじゅんにおいて、キンマンモンは「いじゅんの大神（おおかみ）」とも呼ばれ、1972年に教祖により主神であると宣言されている:313-314。いじゅんのケースを除けば、現代の沖縄県にキンマモンの信仰はあまり浸透していない。